# Jelan (Wolgograd)
Jelan (russisch Ела́нь) ist eine Siedlung städtischen Typs in der Oblast Wolgograd (Russland) mit 14.833 Einwohnern (Stand 14. Oktober 2010).

## Geographie
Die Siedlung liegt im südrussischen Steppengebiet, etwa 250 km Luftlinie nordnordwestlich vom Wolgograd, im äußersten Norden der Oblast unweit der Grenze zur Oblast Saratow. Jelan liegt an der Mündung des gleichnamigen Flusses Jelan in den Medwediza-Zufluss Tersa.
Der Ort ist Verwaltungszentrum des gleichnamigen Rajons Jelan.

## Geschichte
Der Ort wurde gegen Ende des 17. Jahrhunderts von Umsiedlern aus „Kleinrussland“ gegründet. Als offizielles Gründungsjahr gilt 1691, als Zar Peter der Große dem Bojaren Lew Naryschkin eine halbe Million Dessjatinen (über 550.000 Hektar) Land in dem noch dünn besiedelten Gebiet schenkte.
Als Zentrum eines landwirtschaftlich geprägten Gebietes hatte der Ort zunächst vorwiegend Handelsbeziehungen auf dem Wasserweg nach Rostow am Don, richtete sich dann aber mehr nach den Handelszentren des südlichen Zentralrusslands wie Jelez, Morschansk oder Kolomna aus. Nach zwischenzeitlichem Niedergang erholte sich die Wirtschaft, insbesondere mit Eröffnung der Eisenbahnstrecke von Tambow über Balaschow nach Kamyschin an der Wolga durch den Ort gegen Ende des 19. Jahrhunderts. Bemühungen um die Verleihung des Stadtrechts blieben jedoch erfolglos.
In den 1920er-Jahren wurde Jelan im Rahmen einer Verwaltungsreform Zentrum eines neu geschaffenen Rajons, 1959 erhielt sie den Status einer Siedlung städtischen Typs.

### Bevölkerungsentwicklung
| Jahr | Einwohner |
| ---- | --------- |
| 1939 | 11.541    |
| 1959 | 13.873    |
| 1970 | 15.255    |
| 1979 | 15.252    |
| 1989 | 14.935    |
| 2002 | 15.147    |
| 2010 | 14.833    |

Anmerkung: Volkszählungsdaten

## Kultur und Sehenswürdigkeiten
In Jelan sind die klassizistische Kirche der Niederkunft des Heiligen Geistes (russisch Духосошественская церковь/Duchososchestwenskaja zerkow) von 1820 und das Gebäude des Semstwo-Krankenhauses von 1898 erhalten. Seit 1961 gibt es ein Heimatmuseum.

## Wirtschaft und Infrastruktur
In Jelan als Zentrum eines Landwirtschaftsgebietes überwiegen Betriebe der Lebensmittelindustrie. Daneben gibt es eine Fabrik für landwirtschaftliche Geräte und Unternehmen der Bauwirtschaft.
Die Siedlung liegt an der Bahnstrecke Tambow – Kamyschin (Stationsname Jelan-Kamyschinskaja; Streckenkilometer 293), der auf diesem Abschnitt von der Südost-Eisenbahn betrieben wird. Straßenverbindung besteht in das 90 km in südwestlicher Richtung entfernte Nowoanninski an der M6, die Moskau mit Wolgograd und Astrachan verbindet, sowie nach Südosten entlang der Tersa nach Kamyschin.